# Ephraim Bueno

Dr. Ephraim Bueno (Bonus). Ölskizze von Rembrandt 1647

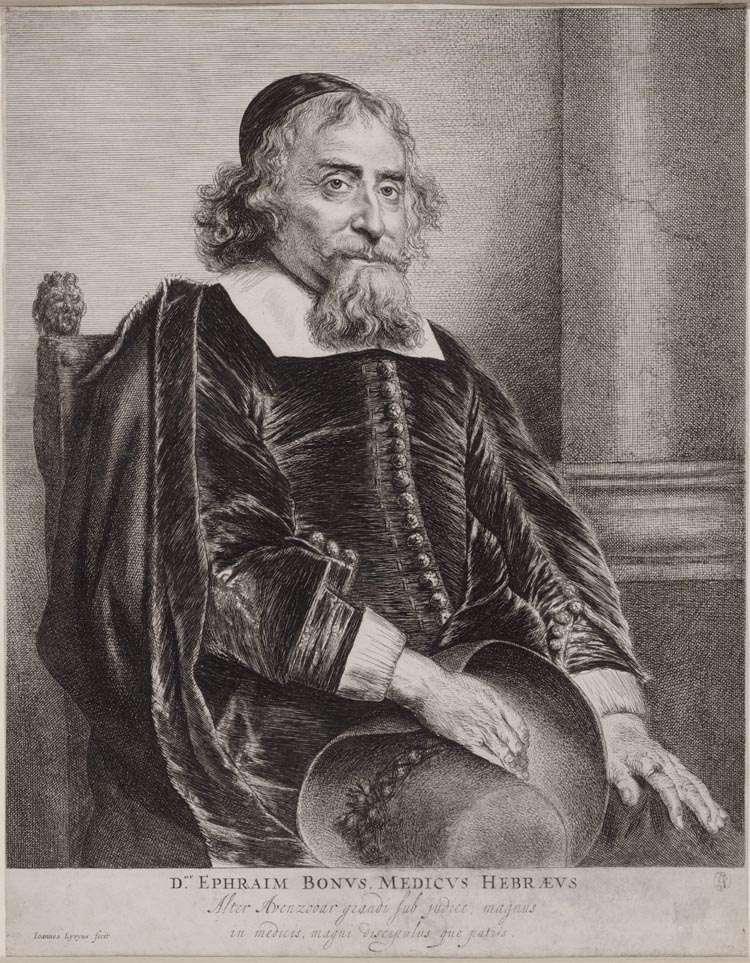
Dr. Ephraim Bonus. Radierung von Jan Lievens 1656

Ephraim Ezechiel Bueno (auch Bonus und Martin Alvarez genannt; * 1599 in Castelo Rodrigo, Portugal; † 8. November 1665 in Amsterdam, Niederlande) war ein sefardischer Arzt und Verleger in Amsterdam.

## Leben
Ephraim Bueno stammte aus einer marranischen Familie und wurde 1599 in Nordportugal geboren. Wie sein Vater Joseph Bueno studierte er Medizin in Frankreich. Seinen Doktortitel erwarb er 1642 in Bordeaux. Beide übten in Amsterdam den Arztberuf aus und nahmen in der portugiesisch-jüdischen Gemeinde eine angesehene Stellung ein.
Neben seinem Beruf als Mediziner betätigte sich Ephraim Bueno als Dichter, Übersetzer und Verleger. Er war eng befreundet mit Menasse ben Israel und finanzierte verschiedene seiner Drucke. So ermöglichte er zusammen mit Jonas Abravanel die 1628 gedruckte Bibelkonkordanz Sefer peney rabah. Später gaben sie eine spanische Übersetzung der Psalmen Davids heraus (Psalterio de David en Hebrayco Dicho Thehylim, Transladado con Toda Fidelidad Verbo a Verbo del Hebrayco. Amsterdam 1650). Im Jahr 1656 gründete er zusammen mit Abraham Pereira die Or Torah Akademie von Amsterdam.
Im November 1665 starb Bueno. Er wurde auf dem jüdischen Friedhof von Ouderkerk begraben.
Bueno ließ sich verschiedentlich von niederländischen Künstlern darstellen. Von Rembrandt existiert eine kleine Ölskizze, die er für eine Radierung verwendete (1647). Einige Jahre später fertigte Jan Lievens ebenfalls eine Radierung des wohlhabenden Arztes aus Amsterdam.